# غابرييل كوت
غابرييل كوت هي صورة زيتية على لوحة قماشية رسمت من قبل ويليام بوغيرو في عام 1890.
كانت غابرييل كوت ابنة طالب بوغيريوس الأكثر شهرة، بيير أوغست كوت. في الاصل، بدأ العمل كدراسة للوحة اخرى، ولكنه فتن بجمال غابرييل وهدوءها أثناء عمله، ولذلك قرر رسم لوحة لها، لتكون بذلك واحدة من لوحاته غير المفوضة القليلة.